# آلبرتو دل کانتو
آلبرتو دل کانتو (Alberto del Canto) (در حدود ۱۵۴۷ – ۱۲ نوامبر ۱۶۱۱)،‏ به‌طور رسمی آلبرتو ویرا دو کانتو نامیده می‌شود، یک فاتح و نظامی اصیل پرتغالی بود که با سفرهای اکتشافی شمال مکزیک، بنیان‌گذار شهرهای متعددی شد.

## زندگی‌نامه

### تولد و جوانی
آلبرتو دل کانتو فرزند آقای سبستیو مارتینز دو کانتو و خانم ماریا دیاس دی ویرا است که در سال ۱۵۴۷ میلادی در محله پرایا د ویتوریا، منطقه ازوریا متولد شده‌است. گمان و رود که اصلیت خانواده او در پرتغال به تاریخ ۱۳۵۰ میلادی بر می‌گردد، هنگامی‌که جان سوم ارل کنت در آن جزیره زندگی می‌کرده‌است.

### شخصیت
در واقع او یک شخص ماجراجو، خود-باور و فطرتاً رهبر خوب بود. به عنوان یک ناخدای جوان، در ۳۰ سالگی، او به کشف معادن و تأسیس شهرها پرداخت؛ لذا بر عرف پرتغالی‌ها، مردم از آلبرتو دو کانتو ای دیاس د ویرا یاآلبرتو ویرا دوکانتو هراس داشتند و به او احترام قایل بودند. به همین علت، او مکرراً خود را به عنوان شهردار بنیان‌گذار سالتیلو تحمیل می‌کرد.
همچنین او نسبت رفتارمردانه، ماجراجو و موی بور خود از دیگران متمایز بود، از همین‌رو زنان زیادی به او متمایل بودند. در مورد او گفته شده که او در سال ۱۵۸۱ با زن دیگو د مونتیمایور، دونا جوانا پورکالو، رابطه داشته‌است.

## تأسیسات در آمریکای شمالی

### سفر به آمریکا
واضح نیست که او چگونه و چه وقت به اسپانیای جدید رسید. برخی از نویسندگان معتقدند که او در سال ۱۵۶۲ از جزایر کاستیل به آنسو حرکت کرده‌است.
به هر حال، بااطمینان گفته می‌توانیم که موجودیت او در سال ۱۵۶۲ در اسپانیای جدید از زکاتکاس الی منطقه سن مارتین ومزاپیل، از آوانیکه او توسط فرانسیسکو دی ایبارا استخدام شده بود، ثابت می‌شود. به یقین او جزء گروه‌های کاوشگری که از طرف شرق به تامپیکو، با گروه‌های کارباخال و د لا کیوا، در سال ۱۵۶۰ وارد شدند، نبوده‌است.
در سال ۱۵۶۲، آلبرتو دیل کانتو، در سن ۱۶ سالگی، از جمله ۱۷۰ سربازی بود که برای جستجوی ثروت در معادن زکاتیکاس توسط فرانسیسکو دی ایبارا با تأیید لوئیس د ویلاسکو ورویز د الرکان و برای تسخیر شمال شرق اسپانیای جدید در هم‌دستی با ساکنین زکاتیکاس استخدام شد.

### اکتشافات
همچنین یک گروهی از بیسکایان و پرتغالی‌ها به رهبری مارتین دی گمون تشکیل شد، مثل شورشی و دردسر ساز در سال ۱۵۶۳، به او هدایت داده شد تا یک باشگاه در دره سن جوَن درست کند. با مرگ رهبر، گروه نیز متلاشی شد. اکنون بعضی از آنها توسط مارتین لوپز دی ایبارا، به عنوان فرماندار، رهبری می‌شوند که عبارت اند از؛ آلبرتو دیل کانتو، دیاگو د مونتی مایور، گسپر کستانو د سوسا و سایر هم‌دستان آینده شان مثل لوئیس د کارواخال دی لا کویوو.
در میان این همه گردشگران، آنها دره ایکستری مدورا را در آخر سال ۱۵۷۲ کشف کردند، مگر بنابر مشکلات پیش آمده تصمیم گرفتند تا به تأخیر آنجا را مسکونی سازند، چون «آن دره آنقدر زیبا بود که شما را وادار می‌کرد تا در آنجا زندگی کنید».
می‌شود گفت که همهٔ پرتغالی‌ها مانند دیل کانتو اند، او سر زمین‌های زیادی را می‌شناخت و هم آنها را درنوردید مانند؛ چی میتلا، کوپالا، سینالوا، توپیاو، گواتی ماپ را از طریق سن مارتین وسو بریتی، چلچی هایتس و ساین، نیویز و ریو گراندی و نوامبر دی دیوز و ویکتوریا را از راه فریسنیلو وزکاتیکاس و سیدروس و لوئیس کارواخال ی دی لا کووا. همچنین، احتمالاً او در سال ۱۵۶۹ مارتین لوپیز ایبارا را در یک سفر اکتشافی به‌طرف شمال همراهی کرده باشد.

### تأسیسات
بدون تردید در سال ۱۵۷۷، تاریخ تأسیس آلبرتو دیل کنتو، منطقه وسیعی شمال شرق، تقریباً به وسعت «کواچیچیلای بزرگ» پیوسته به مرکز نیوا لئیون و کاوهویلا متصل به شمال، قبلاً مورد کاوش قرار گرفته بود.

#### سیرالوو
همچنین دیل کانتو در سال ۱۵۷۷ منطقه معادن سان گریگوریو مانگو را که اکنون به سیرالوو مشهور است کشف کرده و در آنجا مسکن گزین شد. احتمالاً در دوازدهم مارس ۱۵۷۷، آلبرتو دیل کانتو به عنوان شهردار معادن سان گریگوریو و دره ایکستری مدورا توسط فرمان آقای مارتین لوپیز دی ایبارا، فرماندار نیوا ویزکایا منصوب شد.
کارواخال این شهر را به‌نام شهر لیوون در ۱۲ آوریل ۱۵۸۲ دوباره بنا نهاد. به هر صورت، هنگامی‌که خانواده سلطنتی او مستقر شدند، آلبرتو دیل کانتو، با ۲۵ سربازش به سالتیلو رفت.

#### مونکلووا
به‌تاریخ ۲۹ می ۱۵۷۷، آلبرتو دی کانتو، با توجه به اهمیت رگه نقره‌ای، شهرک میناس د لا ترینیداد را در نیوا ویزکایا تهداب گذاری کرد. همچنین او به عنوان شهردار معرفی شد که به دیگو د مونته مایور قدرت داد تا منطقه را آباد و آرام نماید.
در سند پارال کدام تاریخی مشخص نشده‌است، اما به احتمال زیاد، تهداب‌گذاری آن با تاریخ مقدسین مطابقت دارد. جشن تثلیث مقدس یکشنبه بعد از پنطیکاست (Pentecost)، پنجاه روز پس از عید پاک بود، طبق تقویم کنونی، باید ۲۹ می ۱۵۷۷ باشد.
لوئیس کارواخال که در سال ۱۵۸۲ توسط عهدنامه تسلیم‌ها مجبور به تأسیس شهرک‌ها شد، دوباره شهرکی را تحت نام نیوو المدین (مانکلووا) تأسیس کرد، بنابراین، به معادن المدین در کاستیل به عنوان بخشی از نیوا لئیون نام‌گذاری شد.

#### سالتیلو
دره کنونی سالتیلو توسط فرانسیسکو کانو در پایان سال ۱۵۶۸ ازمازاپیل که در تصرف نووا گالیسیا بود، به کاوش گرفته شد. مارتین لوپیز دی ایبارا همان منطقه را تحت اکتشاف گرفت و کمک‌های مالی را به نام نوا ویزکایا توزیع کرد. اما در سند دل پارال، چنین آمده‌است که کاپیتان آلبرتو دل کانتو ویلا د سانتیاگو (جیمز کبیر) د سالتیلو را در سال ۱۵۷۷ تأسیس کرد، با وجودی که این سند هیچ تاریخی را مشخص نکرده، اما به احتمال قوی روز ۲۵ ژوئیه جیمز کبیر باشد.
در یک چشم برهم زدن، آنها پیاده شدند، یک دایره تشکیل دادند و روی یک زانو افتادند. آنها شعار می‌دادند: «به نام فیلیپ دوم، پادشاه ما، ویلا د سانتیاگو دل سالتیلو تأسیس شد». دل کانتو شمشیر خود را از نیام برکشید و آب و خاک را برای پادشاهش مطالبه کرد. همچنین آلبرتو دل کانتو با دستور آرام کردن شهر پوتوسی و دره کویلا یا کوآهویلا در آنجا به عنوان شهردار مقرر شد.

#### مونتری
اگرچه مونتری به‌طور رسمی در سال ۱۵۹۶ تأسیس شد، می‌دانیم که به لطف یک دعوای قضایی به‌نام «سند پارال» آلبرتو دل کانتو دره اکستری مادورا را قابل سکنه ساخت و آنرا اوخوز د سانتا لوسیا (Ojos de Santa Lucia) نامگذاری کرد که امروزه شهر مونتری نامیده می‌شود. با وجودی که کدام تاریخی در این سند ذکر نشده‌است، به احتمال زیاد این ۱۳ دسامبر ۱۵۷۷، جشن سنت لوسی از سیراکوز، به عنوان شهردار معادن سن گرگوریو و دره اکسترمادورا باشد.
نام سیرو د لا سیلا نیز به آن نسبت داده شده‌است، زیرا به نظر او شبیه یک زین اسب سواری معلوم می‌شد. بدین منوال او از سیرو د لاس میتراس، سیرو دیل توپو چیکو و رودخانه سانتا کترینا نام برده‌است.
پنج سال بعد، در سال ۱۵۸۲، لوئیس کارواخال به افتخار سنت لوئیس نهم فرانسه، در کرانه شمالی اوجو د اگوا گرندی، شهرک سان لوئیس را تأسیس کرد، اگرچه در پس‌زمینه‌ای کار این‌طور به نظر می‌رسید که نام این شهر اشاره‌ای به نام خودش است، همان‌طوریکه با تأسیس ویلا دی لا کووا در سال ۱۵۸۳ نیز چنین شد. به هر حال، در تسلیم شدن به نیروهای شاه فیلیپ دوم، کارواخال چنین ابراز می‌دارد: «آیا مجبور می‌شوید به بخش‌هایی این سرزمین بروید، هر هدفی که دارید، باید آن را در میان مردم بیشتر پیگیری کنید تا به فرمانداری فلوریدا برسید»... «قسم به ایمان و سخنان راستین ما که آنچه از طرف ما به شما پیشنهاد می‌شود، آن را حفظ و برآورده می‌کنیم». افزون بر آن، در صورتی که کارواخال به تعهدات خود عمل نکند، دستور می‌دهیم تا آنها علیه شما اقدام کنند و آواز فرمان پادشاه و لرد خود سرپیچی نخواهد کرد».
سرانجام کارواخال، سرخ‌پوستان بومی را به بردگی می‌گیرد و پس از ۱۰ سال، آنچه را که در تسلیم و تهاجم حیله گرانهٔ خود به سایر پادشاهی‌ها مجبور به انجام آن بود، انجام نداد؛ بنابراین، این مسئله باعث کاهش احترام و جذابیت او می‌شود، توسط تفتیش عقاید و معاون ویلامانریک تحت تعقیب قرار می‌گیرد. او از ژانویه ۱۵۸۹، الی ۲۶ فوریه ۱۵۹۰ در توقیف بسر می‌برد. در طول زمانی‌که فرماندار کارواخال در مکزیکوسیتی زندانی بود، پادشاهی جدید لئون رو به افول گذاشت.
بعد از سپتامبر ۱۵۹۶ بود که دیگو د مونته مایور تصمیم گرفت تا برای اسکان مجدد به عنوان شهر متروپولیتن بانوی ما مونتری رهبری و تلاش کند. این یکی از دلایل دیگری بود که برای خوشحالی خود با نایب‌السلطنه تازه منصوب شده گاسپار دی زونیگا آسودو و ولاسکوی پنجم کنت مونتری در سال ۱۵۹۵ در دست گرفته بود.

#### پوتوسی
همچنین در سند پارال آمده‌است که آلبرتو دل کانتو، به دنبال دستوری که دریافت کرده بود… (پس از مسکونی کردن سانتا لوسیا) شهر پوتوسی و دره کویلا را آرام کرد. معلوم نیست منظورش کدام مسکونی کردن یا جمعیت است. شاید منظورش شهر پوتوسی، در دامنه سیرو ایل پوتوسی در (نیوو لیون) گالینیا باشد. برخی معتقدند که اشاره او به کترو سینیگاس است زیرا او در سال ۱۵۸۲ در ورودی لوئیس کارواخال سعی کرد، به پیروی از روند تسلیمی، بنیاد نووا ویزکایا را غصب کند.

### تحکیم و آرام سازی
او برای آرام کردن چیچیم کاها جنگید، از نیروی کاری زندانیان زیادی در معادن سانتا لوسیا (مونتری) و سن گرگوریو (سرالوو) که مالک آن بود، کار گرفت.
در ۲۹ ژانویه ۱۵۸۰، مارتین لوپز دی ایبارا توزیع زمین توسط آلبرتو دل کانتو، در منطقه سالتیلو، را تأیید کرد و دیگو د مونتمایر را شهردار معادن سن گرگوریو و شهر سالتیلو و دره اکسترمادورا، پوتوسی و نواحی آن برگزید.
آلبرتو دل کانتو در پایان سال ۱۵۸۲ بدون مخالفت لوئیس کارواخال را در دومین اقامت خود در آمریکا پذیرفت، اما او در همان وقت مجوز پادشاه فیلیپ، به عنوان یک پروژه، برای استعمار سرزمین‌های شمالی اسپانیای جدید را دریافت کرد. قلمرو جدید اساس سرزمین نیوو رینو د لیون بود که حدود قضایی آن از بندر پنوکو (وراکروز)، شمال وراکروز فعلی آغاز، ۲۰۰ لیگ (واحد طول که هر لیگ میان ۳٫۹ – ۷٫۴ کیلومتر است) به غرب و ۲۰۰ لیگ دیگر به شمال گسترش می‌یابد که در نتیجه یک مربع ۸۰۰ کیلومتری در هر ضلع خواهد داشت. با این حال توسعه این مساحت هجومی بر قلمرو شاهی نیوا ویسکایا که شهر جدیدالتاسیس سانتیاگو دل سالتیلو در دل آن قرار داشت، محسوب می‌شد.
اکنون تحت تأثیر کارواخال، فرماندار استان جدید آلبرتو دل کانتو به کار اکتشافی خود ادامه داد. در یکی از ورودی‌ها، او با افرادی از دیگو د مونتی مایور که قسم خورده بود تا زمانی که دل کانتو را نکشد ریش خود را کوتاه نخواهد کرد، جنگید. کارواخال می‌دانست که برای او هردو؛ یعنی ادامه اکتشاف و اداره پادشاهی جدید از اهمیت خاصی برخوردار است لذا، تصمیم می‌گیرد پیمانی غیرمتعارف ببندد: یعنی ازدواج آلبرتو دل کانتو با استوانیا مونته مایور، دختر مونته مایور وهمسر سوم و متوفی او، خوانا پورکالو.

### آزار و اذیت
در سال ۱۵۷۸ دکتر جرونیمو د اوروزکو، رئیس هیئت سلطنتی گوادالاخارا، فرمان دستگیری آلبرتو دل کانتو را صادر کرد، زیرا او به سالتیلو در ناحیه نووا گالیسیا، اصولاً در میان سرخ‌پوستانی که در صلح بودند وارد شده بود و آنها را به بردگی گرفته و متهم به جنایات جدی دیگری کرده بود. بالاخره، او اسیر شد اما بعداً به نووا ویزکایا گریخت، جاییکه فرماندار مارتین لوپز دی ایبارا نه تنها ازاو محافظت کرد، بلکه او را با سربازان و محافظین زیادی به سالتیلو فرستاد.
همچنین گفته می‌شود که آلبرتو دل کانتو، با فرار از حلقهٔ سلطنتی، وارد چیچی میکاز شد. بعداً، از اواخر سال ۱۵۷۹ تا اواسط سال ۱۵۸۱، زمانی که خبر مرگ جرونیمو اوروزکو در گوادالاخارا، رئیس‌جمهور پخش شد، به نیوو و لئون وارد شد.
پدر بالدو کورتس، اولین کشیش شهر سالتیلو و یکی از بنیان‌گذاران آن، برای دفاع و ایجاد موازنه میان مردم اصلی این شهر با سربازان اسپانیایی مقابله می‌کند و نشان می‌دهد که اعمال آنها (سربازان اسپانیایی) اقدام توهین‌آمیز به خداوند است و در صورت ادامه این وضعیت، عفو را از آنها سلب می‌کند. به علاوه، او با آلبرتو دل کانتو مقابله می‌کند و او را در برابر دادگاه تفتیش عقاید محکوم می‌کند.
در سال ۱۵۸۸ او را یکی از خویشاوندان تفتیش عقاید مکزیک نامیدند و به همین دلیل او دیگو د مونتی مایور را از سالتیلو همراهی کرد تا لوئیس کارواخال را دستگیر کند. در سال ۱۵۸۹، بالدو کورتس پدر او را چنین محکوم کرد: این آقا زاده کانتو، قبل از ازدواج با استفانیا، با خشواش (همسر دون دیگو د مونته مایور)، در آماسیاتو زندگی می‌کرد و به همین دلیل او را کشت.
در ۱۵ نوامبر ۱۵۹۳، فرای پابلو د گونگورا فرانسیسکن روحانی، دل کانتو را در برابر دادگاه تفتیش عقاید مکزیک به دلیل داشتن رابطه بدنام با همسر دیگو دو مونتی مایور محکوم کرد. این احتمال وجود دارد که این شکایات به سمع دیگو د مونتی مایور رسیده باشد تا تحت پیگرد قانونی قرار نگیرد.
آلبرتو دل کانتو به دلیل دعوت به یهودیت (موقعیت بسیار رایج در میان پرتغالی‌ها) توسط اداره مقدس زندانی شد، اما او فرار کرد و در میان بومیان منطقه زندگی کرد تا اینکه بی‌گناه شناخته شد و اتهامات علیه او رفع شد. از سوی دیگر، این مسئله واضح بود که آلبرتو دل کانتو نماینده منافع مارتین لوپز دی ایبارا، معاون فرماندار نووا ویزکایا و عموی فرانسیسکو دی ایبارا، یک گروه متخاصم لوئیس د کارواخال بود، لذا، ورود او به قلمرو پادشاهی جدید لئون ممنوع شد.

### داستان‌های عاشقانه
آلبرتو دل کانتو به‌خاطر رفتار ماجراجویانه و مردانگی‌اش متمایز بود. زنان به او تمایل زیاد داشتند. بنا بر اظهارات پابلو د گونگورا، دل کانتو با دونا خوانا پورکالو، همسر سوم دیگو د مونتی مایور رابطه داشته‌است. با شنیدن این موضوع در سال ۱۵۸۱، دیگو د مونتی مایور با شمشیر زن خود را کشت و قول داد تا زمانی که دل کانتو را هم نکشد ریش و موهایش را کوتاه نخواهد کرد. اگرچه بعضی‌ها معتقدند که در آن زمان این مرد حق کامل داشت که این کار را برای رفع بدنامی که رخ داده بود انجام دهد، اما حقیقت این است که دیگو د مونتی مایور جبراً به معادن سن گرگوریو سرالوو فرار کند و سپس مجبور شد خود را به عنوان شهردار سالتیلو در برابر آلبرتو دل کانتو منصوب کند.
دیگو د مونتی مایور که قبلاً از ناحیه نووا ویزکایا به سمت کارواخال رفته بود با آلبرتو دل کانتو چندین بار جنگید. گزارش‌هایی از وقایع دریای پسکوریا، لئون، معادن سن گرگوریو و معادن ترینیداد در این مورد نیز وجود دارد. در مورد دون لوئیس کارواخال، فرماندار پادشاهی جدید لئون، صلح میان این دو کاپیتان برای او سودمند واقع شد و برای اینکه دل کانتو جبهه خود را تغییر دهد، با ازدواج با استوانیا، دختر خوانا پورکالو و دیگو د مونتی مایور در آخر سال ۱۵۸۷، منجر به صلح میان آنها شد.

### ازدواج و خانواده
او در سال ۱۵۸۷ با استوانیا پروکالو د مونتی مایور ازدواج کرد و اولین پسرش میگل د مونی مایور را در اواخر سال ۱۵۸۷ به دنیا آورد. در خاتمه سال ۱۵۸۹ دومین پسرش تولد شد که با نام دیگو د مونتی مایور غسل تعمید داده شد، سپس در سال ۱۵۹۳ آنها صاحب یگانه دختر خود، الویرا شدند.
گفته می‌شود که استوانیا اعلام کرد که دل کانتو واقعاً با مادرش (یعنی خشواش) رابطه داشته و با متهم کردن شوهرش از استفاده نمودن نام خانوادگی کانتو امتناع ورزید و فرزندانش نیز نام خانوادگی مادری را انتخاب کردند.

### وفات
او در سال ۱۶۱۱ به عنوان عضو شورای شهر در بونا ویستا هیسندا نزدیک سالتیلو درگذشت.

## کتابشناسی
- del Hoyo, Eugenio (2005). Historia del Nuevo Reino de León (1577-1723) (به اسپانیایی). Fondo Editorial de Nuevo León. ISBN 9789709715071.